# Lương Phú, Vĩnh Long
Lương Phú là một xã thuộc tỉnh Vĩnh Long, Việt Nam.

## Địa lý
Xã Lương Phú có vị trí địa lý:
- Phía đông giáp xã Lương Hòa.
- Phía tây giáp phường An Hội.
- Phía nam giáp xã Phước Long.
- Phía bắc giáp phường Phú Khương.

Xã Lương Phú có diện tích 27,88 km², dân số năm 2025 là 25.554 người, mật độ dân số đạt 916 người/km².

## Lịch sử
Ngày 6 tháng 12 năm 2019, Hội đồng Nhân dân tỉnh Bến Tre ban hành Nghị quyết 68/NQ-HĐND về việc sáp nhập ấp Lương Phú I và ấp Lương Phú II thành ấp Lương Phú.
Ngày 16 tháng 6 năm 2025, Ủy ban Thường vụ Quốc hội ban hành Nghị quyết số 1687/NQ-UBTVQH15 về việc sắp xếp các đơn vị hành chính cấp xã của tỉnh Vĩnh Long năm 2025. Theo đó, sắp xếp toàn bộ diện tích tự nhiên, quy mô dân số của các xã Lương Phú, Thuận Điền và Mỹ Thạnh thành xã mới có tên gọi là xã Lương Phú.
Sau khi sáp nhập, xã Lương Phú có 27,88 km² diện tích tự nhiên và dân số 25.554 người.

## Kinh tế

### Nông thôn mới
Năm 1999, xã Lương Phú được phong tặng xã Anh hùng.
Năm 2008 xã đạt chuẩn xã văn hoá.
Năm 2017 xã được công nhận xã Nông thôn mới.